# Calces (arcaisme)
|  | Per a altres significats, vegeu «Calces». |

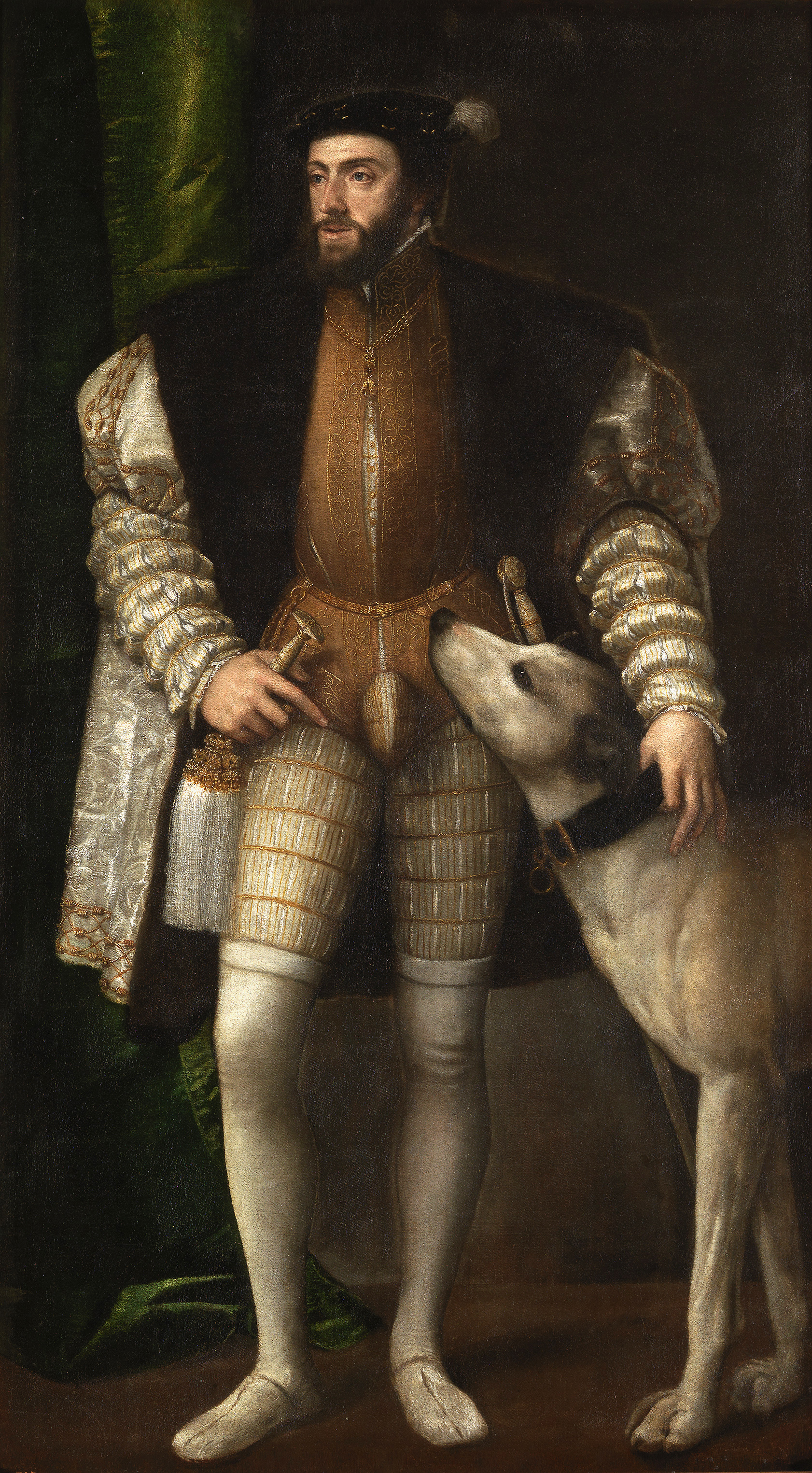
Carles I d'Espanya amb calces atacades, pintat per Tiziano cap al 1532.

Les calces són una peça de vestir ajustada al cos que cobreix de la cintura fins a la part superior dels turmells. A l'origen reservades a la vestimenta masculina, han evolucionat en diversos tipus de pantalons o calçons llargs per a tots dos sexes i són molt habituals en activitats atlètiques. Poden considerar-se el precedent, en la indumentària, dels calçons, els calçotets i les calces.

## Història
En el Renaixement, les calces eren una peça de vestir masculina que cobria de la cintura fins als peus. Habitualment tenia dues peces separades, una per a cada cama, que s'unien mitjançant un cordó passat per orificis o traus que hi havia en totes dues parts.
Del seu nom han derivat els noms de moltes de les peces emprades per a aquesta part del cos, calçons, calçotets, mitjons, mitges (de mitges calces) o calcer. El equivalent en anglès seria panti.
Una comèdia de Tirso de Molina es diu Don Gil de las calzas verdes.

## Tipus de calces
- A la martingala. Les que tenien una corretja que passava per l'entrecuix i se subjectaven per davant i per darrere.
- A la polonesa. Les de ratlles transversals.
- A la sevillana. Espècie de bragues amples subjectes a la cintura.
- Vermelles. Color de les calces reservat als nobles al segle xiv.
- D'estrep. Les que portaven tires de cuir, sobre les costures exteriors.
- Leotards.
- Italianes. Llistades de dos colors, s'estacaven amb ferrets a la cintura.